# Terremoto de Jáltipan de 1959
El Terremoto de Jáltipan de 1959 fue un movimiento telúrico que se registró entre Acayucan y Jáltipan el 26 de agosto de ese año, destruyendo casi por completo al municipio de Jáltipan. Es considerado como uno de los Terremotos más costosos del Estado de Veracruz.

## Historia
Durante la madrugada del 26 de agosto de 1959, un sismo de 6,8 grados richter y 7,0 grados de magnitud del momento que se registró entre Acayucan y Jáltipan en el Estado de Veracruz. Este sismo dejó 20 muertos y grandes daños, considerándose como uno de los Terremotos más costosos de Veracruz. Este sismo fue el que causó la destrucción de un pueblo que comenzaba a avanzar en el ámbito Industrial, Jáltipan, casi por completo, en Acayucan se registraron daños, pero no tan destructores como en Jáltipan.
Cada año, el municipio de Jáltipan recuerda a aquellas personas que perdieron la vida tras ese Terremoto, que, para ellos, fue un evento inolvidable, ya que destruyó un gran crecimiento en la Industria de ese municipio.